# Uddljud
Uddljud är en språkvetenskaplig term för ett fonem (språkljud) eller en grupp av ljud som är det eller de första i ett ord.